# Gewässer der Rhön
Bedingt durch das teilweise ozeanische Klima der Rhön mit hohen Jahresniederschlägen um 1000 Millimeter sind die hydrologischen Voraussetzungen für das Vorhandensein zahlreicher Gewässer in der Rhön gegeben. Natürliche stehende Gewässer finden sich nur wenige. Von großer Bedeutung sind die Fließgewässer der Rhön. Quellen und Moore nehmen eine Sonderstellung ein.

## Stehende Gewässer
Neben künstlich angelegten Fischteichen und Badeseen gibt es vor allem im östlichen Bereich der Rhön einige mit Wasser gefüllte Dolinen, die durch Auswaschung von Salzlagerstätten oder Muschelkalk als Erdfall entstanden sind. Die meisten Speicherseen Thüringens liegen im Vorland und sind nicht mehr der Rhön zuzurechnen. Größere Seen fehlen in der Region.

### Liste der stehenden Gewässer in der Rhön
Geordnet nach Landkreisen, beginnend mit dem Wartburgkreis im Norden der Rhön, dann im Uhrzeigersinn:
| Name                         | Bild                                     | Gemeinde / Lage                                                                   | Beschreibung |
| ---------------------------- | ---------------------------------------- | --------------------------------------------------------------------------------- | --- |
| Bernshäuser Kutte            | Bernshäuser Kutte                        | Bernshausen, Wartburgkreis 50° 43′ 34″ N, 10° 12′ 3″ O                            | Erdfallweiher (Doline) im Wartburgkreis und mit 250 m Durchmesser bereits der größte See der thüringischen Rhön. |
| Schönsee                     | Schönsee                                 | Urnshausen, Wartburgkreis 50° 44′ 30″ N, 10° 12′ 20″ O                            | Der Schönsee ist ein weiterer Erdfallsee (Doline) der Region mit einer Fläche von 3,4 ha. |
| Seebaer See                  | Seebaer See                              | Seeba, Landkreis Schmalkalden-Meiningen 50° 34′ 10″ N, 10° 18′ 12″ O              | Der Seebaer See ist ein Erdfallsee der durch Auswaschung von Muschelkalk entstanden ist. Er hat einen Durchmesser von ca. 280 m. |
| Speicher Eckardts            | Stausee in 98590 Schwallungen-Eckardts   | Eckardts, Landkreis Schmalkalden-Meiningen 50° 41′ 7″ N, 10° 14′ 53″ O            | Der Speicher Eckardts ist eine Talsperre, die den Schildbach aufstaut. Sie hat ein Volumen von 80.000 m³, die Staumauer hat eine Höhe von 7,14 m. |
| Frickenhäuser See            | Frickenhäuser See                        | Mellrichstadt-Frickenhausen, Landkreis Rhön-Grabfeld 50° 24′ 10″ N, 10° 14′ 13″ O | Der Frickenhäuser See ist mit seiner Fläche von 1,1 Hektar der größte natürliche See Unterfrankens. Aufgrund seiner Entstehungsgeschichte als Doline ist er vom Bayerischen Landesamt für Umwelt in die Liste der „Schönsten Geotope Bayerns“ aufgenommen worden.                                                                                               |
| Basaltsee am Steinernen Haus | Basaltsee am Steinernen Haus bei Ginolfs | Ginolfs, Landkreis Rhön-Grabfeld 50° 27′ 20″ N, 10° 3′ 14″ O                      | Die Bezeichnung Basaltsee taucht in der Rhön mehrfach auf. Es sind jeweils aufgelassene Basalt-Steinbrüche, die sich mit Wasser gefüllt haben. Dieser befindet sich im Landschaftsschutzgebiet Lange Rhön nordwestlich von Ginolfs, einem Ortsteil von Oberelsbach. Er ist als Geotop für den Landkreis Rhön-Grabfeld gelistet. Die Fläche beträgt ca. 4500 m². |
| Rothsee                      | Basaltsee am Bauersberg                  | Bischofsheim in der Rhön, Landkreis Rhön-Grabfeld 50° 25′ 30″ N, 10° 1′ 19″ O     | Der Rothsee ist ein künstlich angelegter See mit einer Fläche von ca. 9000 m². Er liegt am Bauersberg in der Gemeinde Bischofsheim. |
| Burgwallbacher See           | Burgwallbacher See                       | Burgwallbach, Landkreis Rhön-Grabfeld 50° 21′ 8″ N, 10° 7′ 29″ O                  | Der Burgwallbacher See ist ein durch Aufstau des Weihersbachs künstlich angelegter Badesee mit einer Fläche von ca. 1,4 ha. Er gehört zur Gemeinde Schönau an der Brend im Landkreis Rhön-Grabfeld. |
| Basaltsee Tintenfass         | Basaltsee Tintenfass Riedenberg Rhön     | Riedenberg, Landkreis Bad Kissingen 50° 18′ 59″ N, 9° 53′ 14″ O                   | Das Tintenfass ist ein weiterer Basalt-Steinbruch in der Rhön, der sich mit Wasser gefüllt hat. Von 1908 bis 1970 wurde hier Basalt abgebaut und über eine Seilbahn ins Tal transportiert. Der maximale Durchmesser beträgt ca. 130 m. |
| Guckaisee                    | Guckaisee im Sommer 2010                 | Rodholz, Landkreis Fulda 50° 29′ 6″ N, 9° 55′ 20″ O                               | Nach Angaben des Hessischen Landesamtes für Naturschutz, Umwelt und Geologie ist der Guckaisee ursprünglich durch einen Bergrutsch und Aufstauung des Baches Lütter entstanden. In der Folge wurde hier eine Freizeitanlage gebaut. Mittlerweile handelt es sich um zwei benachbarte Weiher mit einer Fläche von 0,5 ha.                                        |
| Haunestausee                 | Naturschutzgebiet Haunestausee           | Marbach (Petersberg), Landkreis Fulda 50° 37′ 2″ N, 9° 44′ 10″ O                  | Das Landschaftsschutzgebiet „Haunestausee bei Marbach“ liegt ca. 6 km nordöstlich von Fulda. Der nördliche Teil wird für Freizeitaktivitäten genutzt, der südliche Teil steht unter Naturschutz. Das Gebiet ist außerdem Teil des Auenverbundsystems Fulda. Die Talsperre dient in erster Linie dem Hochwasserschutz.                                           |

## Fließgewässer

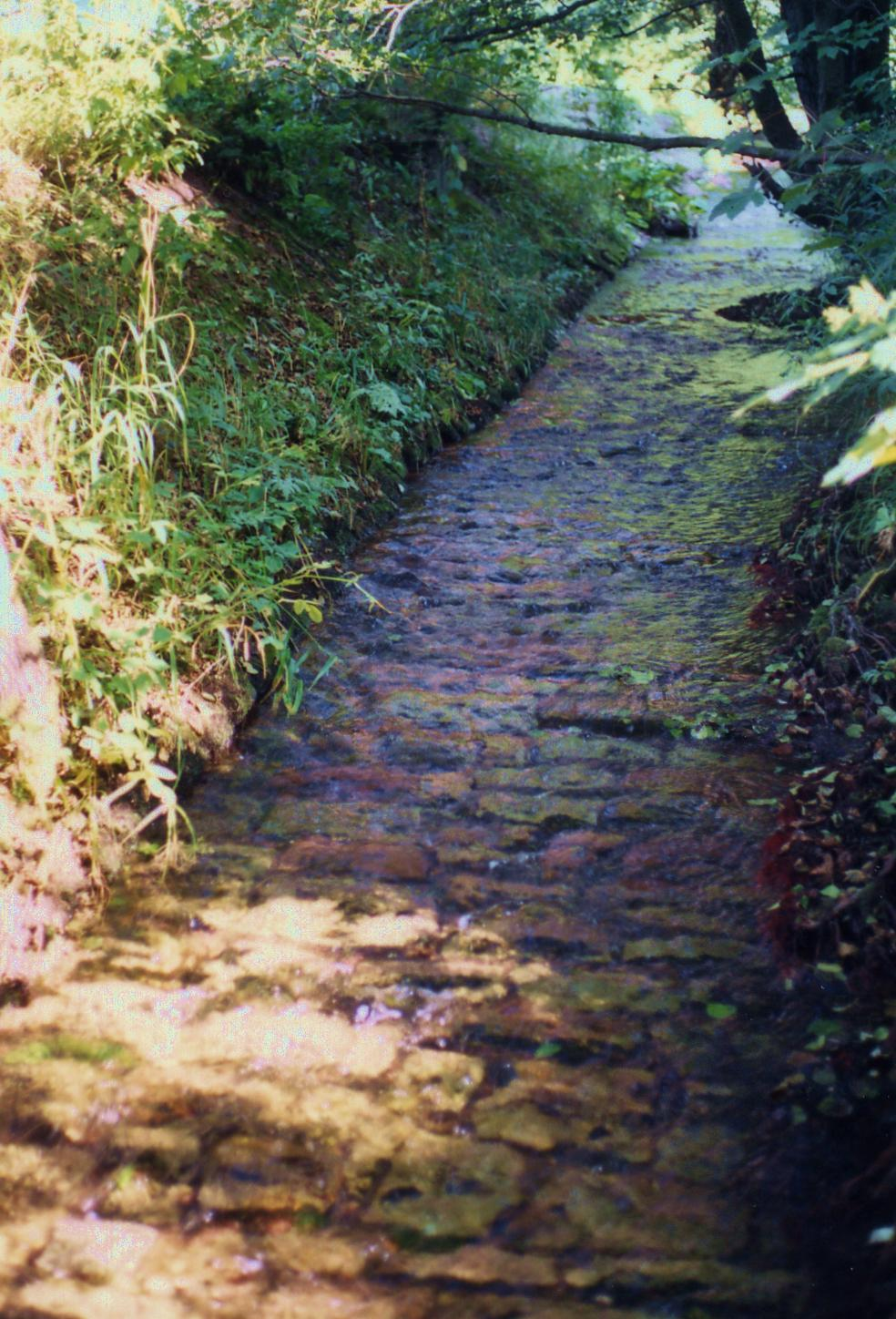
Sohlenverbauung der Sinn in Wildflecken – kein Platz für Tiere

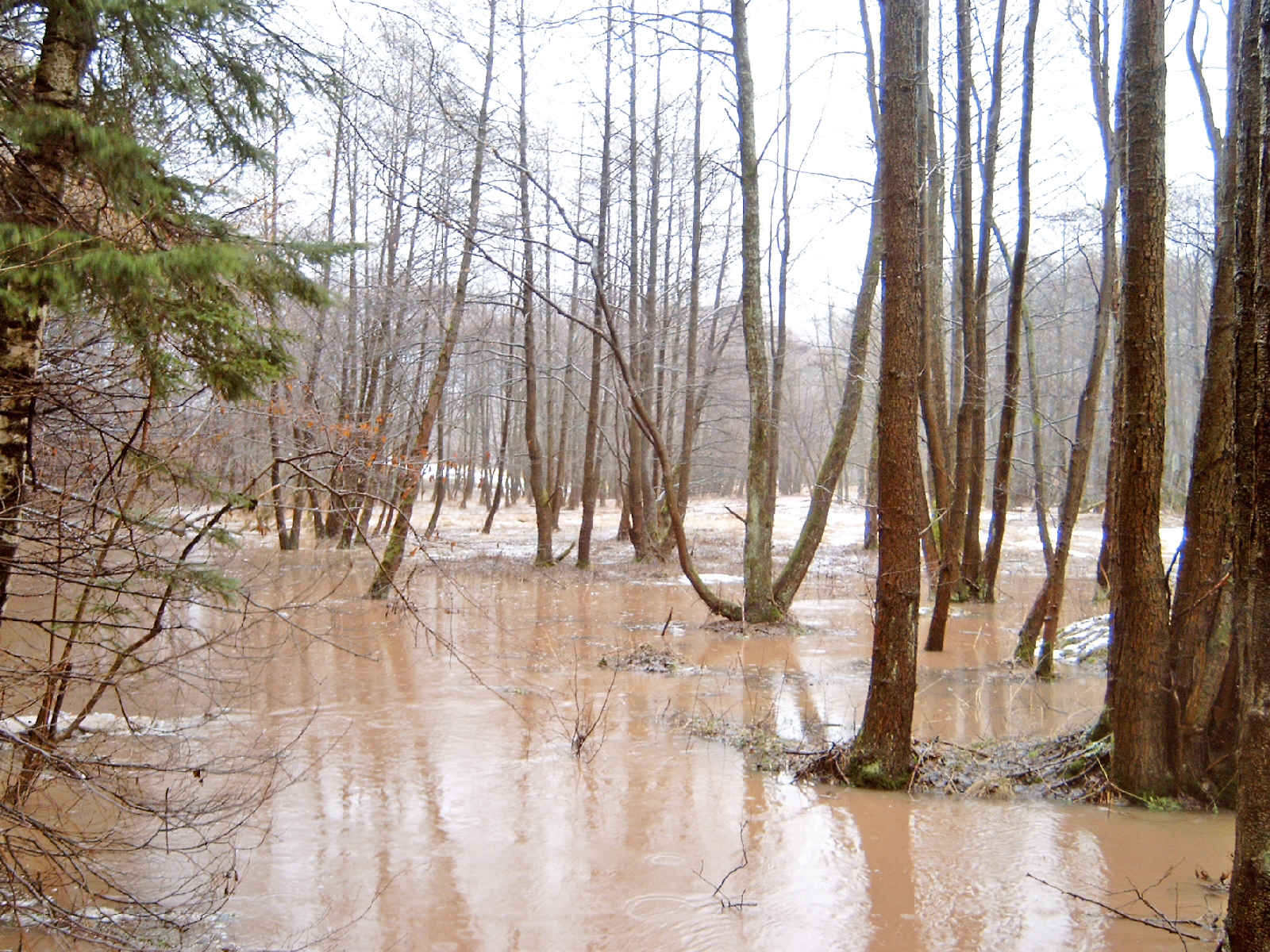
Hochwasser im Auwald, Sinn, Rhön

### Hydrologie
Fließgewässer haben wegen des ausgeprägten Geländeprofils in der Rhön nicht selten den Charakter eines Wildbachs mit entsprechender Geschiebedynamik. Wenn sie nicht verbaut wurden oder rückgebaut worden sind, haben sie durch Umlagerung von Geschiebematerial das Potential zur Schaffung ständig neuer Lebensräume wie Kiesbänken, Uferabbrüchen und Auwäldern. So haben Hochwasserereignisse, z. B. wenn Schneeschmelze und Starkregenereignisse zusammentreffen, eine erhebliche kreative Kraft zur Umgestaltung der gewässerbegleitenden Landschaft.

### Ökologie
Zahlreiche Lebensgemeinschaften haben sich auf genau diese, stets im Wandel begriffenen und selten gewordenen Lebensräume spezialisiert.
So sind in der Rhön Kiesbänke, die aufgrund ständiger Umlagerung ohne Bewuchs bleiben, Brutplätze für Flussregenpfeifer und Flussuferläufer.
Eine besondere ökologische Bedeutung kommt dem Kieslückensystem im Gewässer zu. Es wird in der Limnologie als Hyporheisches Interstitial, und Benthal bezeichnet. Kiesbetten mit Zwischenräumen ohne Feinsedimente sind die Laichgebiete der Salmoniden und Lebensräume der Flussperlmuschel, aber auch die weniger bekannten Kleinfische wie Schneider, Bachschmerle und Schlammpeitzger sind darauf angewiesen. Viele Kleinlebewesen verbringen ihr gesamtes Dasein im Kieslückensystem. Durch Eintrag von Feinsedimenten (z. B. aus der Landwirtschaft oder von Baustellen) werden die Zwischenräume aufgefüllt und damit der Lebensraum zerstört.
An steilen Uferabbrüchen brütet die Wasseramsel und der Eisvogel gräbt seine Brutröhre.
Auwälder sind auf einen hohen Grundwasserstand und regelmäßige Überschwemmungen angewiesen. In der Rhön stellen sich dort Pflanzengemeinschaften ein, die meist aus Schwarzerle, Esche, Bruchweide, Springkraut, Goldstern, Milzkraut, Große Brennnessel und Kletten-Labkraut bestehen. Die heimische Art Großes Springkraut (Rühr-mich-nicht-an) wird teilweise durch den Neophyt Drüsiges Springkraut ersetzt.

### Verbauungen
Da Fließgewässer jedoch häufig durch Baumaßnahmen reguliert werden, um ihren Platzbedarf einzuschränken, sind diese Lebensräume weitgehend verlorengegangen oder auf minimale Reste geschrumpft. Oft stellt der unmittelbare Uferbewuchs den einzigen Rest der Lebensgemeinschaft des einstigen Auwalds dar. Uferverbauungen sollen verhindern, dass bei Hochwasser landwirtschaftliche Flächen verlorengehen, Sohlenverbauungen verstärken deren Wirkung noch und machen den Bach zum Kanal. Querverbauungen dienen häufig als Wehre für kleine Wasserkraftanlagen. In früheren Zeiten wurden auch die anliegenden Wiesen im Frühjahr auf diese Weise gewässert. Diese Querverbauungen stellen häufig ein unüberwindliches Hindernis für wandernde Wasserlebewesen dar.

### Hochwassermanagement
Inzwischen hat sich bei den Wasserwirtschaftsämtern die Erkenntnis durchgesetzt, dass ein übermäßiger Ausbau der Fließgewässer zu immer höheren Hochwasserspitzen führt. Dort wo es möglich ist, wird den Bächen und Flüssen wieder mehr Raum gegeben. Durch Rückbau von Ufer- und Sohlenbefestigungen wird das Vertiefen des Gewässers verhindert und das Überschwemmen von benachbarten Flächen erleichtert. Bei Wiesen und Weiden treten dabei kaum Schäden auf. Ideal für diese Strategie sind Auwälder. Mit dieser Art des natürlichen Hochwasserschutzes kann das Wasser länger in der Fläche bleiben, der Abfluss wird verzögert, die Hochwasserspitzen abgeflacht und die Grundwasserneubildung gefördert.
Biber
Das in den letzten Jahren wieder zunehmende Vorkommen des Bibers unterstützt die Bemühungen des Hochwasserschutzes. Die intensive und kostenlose Bautätigkeit der Biber bewirkt eine Umgestaltung der Auenlandschaft mit dem Ergebnis, dass das Wasser zurückgehalten wird und viel länger in der Fläche bleibt. Auf diese Weise wird Hochwasserereignissen die Spitze genommen, auch die Artenvielfalt nimmt zu.

### Projekte zur extensiven Beweidung des Uferbereichs von Fließgewässern
Projekte zur extensiven Beweidung von Uferflächen an Fließgewässern haben gezeigt, dass diese Nutzungsform die Strukturvielfalt des Gewässers und damit auch die Artenvielfalt fördert. Gerade die Beweidung mit Rindern, die die Futterpflanzen nicht zu tief abfressen, fördern die Pflanzenvielfalt. Auch wurde festgestellt, dass Rinder das drüsige Springkraut fressen und so dessen Bestand kontrollieren, so z. B. an der Sinn in Eckarts zu Zeitlofs.
Der Vertritt des Großviehs am Ufer bewirkt das erwünschte Aufbrechen verfestigter Uferstrukturen. Umlagerungs- und Geschiebeprozesse werden begünstigt, die hydromorphologische Dynamik und die Gewässerstrukturgüte nehmen zu.

### Wasserqualität der Fließgewässer
Da im Bereich der Rhön wenig industrielle Landwirtschaft betrieben wird und auch wenig Industrie angesiedelt ist, befinden sich die Gewässer überwiegend in vergleichsweise gutem ökologischem Zustand. Probleme gibt es durch Sickerwässer von Halden des Kalibergbaus. In der Vergangenheit kam es auch zu Belastungen von Gewässern durch Sprengmittelrückstände (Hexogen) im Bereich des Truppenübungsplatzes Wildflecken.
Weblinks zur Wasserqualität in der Rhön
- Gewässergütekarte Thüringen
- Gewässergütekarte Bayern
- Gewässergütekarte Hessen

### Liste der Fließgewässer in der Rhön
Geordnet nach den fünf Flusssystemen, beginnend im Norden, dann im Uhrzeigersinn:

#### Nebenflüsse der Werra
Die Werra ist selbst nicht zur Rhön gehörig, begrenzt sie aber im Nordosten, daher sind die folgenden, zur Rhön gehörigen Nebenflüsse alle orografisch links.
| Name      | Bild                                                      | Gemeinde / Lage                                                                                               | Beschreibung |
| --------- | --------------------------------------------------------- | --- | --- |
| Felda     | Felda in Stadtlengsfeld                                   | Stadtlengsfeld, Dermbach, Neidhartshausen, Kaltennordheim, Erbenhausen, Wartburgkreis, Schmalkalden-Meiningen | Die Felda entspringt in der Rhön und mündet nach 42 km als linker Nebenfluss in die Werra. |
| Fischbach | Wasserfall über Kalksinter am Fischbach in Kaltennordheim | Kaltennordheim, Schmalkalden-Meiningen                                                                        | Der Fischbach entspringt im Sommertal in der Gemeinde Fischbach zu Kaltennordheim. Noch im Gemeindegebiet mündet er in die Felda. Bemerkenswert ist die Abscheidung von Kalktuff und die Bildung von Sinterterrassen.                        |
| Öchse     | Bach Öchse im Ort Oechsen zu Dermbach                     | Oechsen, Wartburgkreis                                                                                        | Die Oechse ist ein linker Nebenfluss der Werra. Er entspringt in der Auersberger Kuppenrhön und mündet nach 16 km bei Vacha in die Werra. Im Ort Oechsen ist er auf einer Strecke von ca. 350 m verrohrt und überbaut.                       |
| Herpf     | Herpf im Ort Herpf                                        | Erbenhausen, Walldorf                                                                                         | Die Herpf entwässert den Ostrand der thüringischen Rhön im Landkreis Schmalkalden-Meiningen und mündet nach 22 km als linker Nebenfluss in die Werra.                                                                                        |
| Sülze     | Moorbach Sülze                                            | Stedtlingen, Sülzfeld                                                                                         | Die Sülze entwässert das Gebiet um den Petersee und das Stedtlinger Moor im Landkreis Schmalkalden-Meiningen, fließt überwiegend in östliche Richtung und mündet nach ca. 14 km als linker Nebenfluss bei Untermaßfeld in die Werra.         |
| Jüchse    | Jüchse in Obermaßfeld-Grimmenthal                         | Obendorf, Obermaßfeld-Grimmenthal                                                                             | Die Jüchse entspringt nordwestlich des kleinen Gleichbergs im Landkreis Schmalkalden-Meiningen und mündet nach 14,5 km als linker Nebenfluss in die Werra.                                                                                   |
| Bibra     | Bibra nach Starkregen innerhalb der Ortslage Bibras       | Wolfmannshausen, Rentwertshausen, Ritschenhausen                                                              | Die Bibra entspringt am Nordhang des Höhnhügels südlich von Wolfmannshausen nahe der thüringisch-bayerischen Grenze und fließt im Landkreis Schmalkalden-Meiningen nach Norden. Nach 12,7 km mündet sie als linker Nebenfluss in die Jüchse. |
| Katza     | Mündung der Katza in die Werra.                           | Oberkatz, Wasungen                                                                                            | Die Katza entspringt am Nordhang der Diesburg in der Vorderrhön im Landkreis Schmalkalden-Meiningen, fließt 15 km nach Nordosten und mündet als linker Nebenfluss in die Werra.                                                              |

#### Ulster mit Nebenflüssen
| Name   | Bild                                                           | Gemeinde / Lage                                                 | Beschreibung |
| ------ | -------------------------------------------------------------- | --------------------------------------------------------------- | --- |
| Ulster | Ulsterquelle                                                   | Ehrenberg, Philippsthal                                         | Als zentralster Fluss der Rhön entspringt sie nördlich des Heidelstein. Die Quelle ist durch einen Wanderweg erschlossen. Die Ulster durchfließt den Landkreis Fulda, den Wartburgkreis und den Landkreis Hersfeld-Rotenburg. Nach 57 km mündet sie bei Philippsthal in die Werra.                                                                   |
| Geisa  | Bach Geisa im Ort Geisa                                        | Geisa, Geismar, Spahl, Wartburgkreis                            | Die Geisa entspringt im Naturschutzgebiet Rößberg und fließt nach Norden. Im Stadtgebiet von Geisa mündet sie in die Ulster. |
| Taft   | Taft in Wenigentaft                                            | Eiterfeld, Buttlar, Wenigentaft, Landkreis Fulda, Wartburgkreis | Die Taft entspringt im Hessischen Kegelspiel bei der Gemeinde Eiterfeld, fließt bei Buttlar in den Wartburgkreis und mündet nach 11,7 km bei Wenigentaft in die Ulster. |
| Weid   | Bach Weid in Wendershausen kurz vor der Mündung in die Ulster. | Oberweid, Tann                                                  | Am Nordhang des Landschaftsschutzgebiets Rhönwald entspringen die Anze, der Landgrafenfluss und der Weidbach. Sie vereinigen sich in Oberweid und fließen künftig gemeinsam als Weid über 10 km durch den Landkreis Schmalkalden-Meiningen, um dann auf der Gemarkung Tann im Landkreis Fulda als rechtsseitiger Nebenfluss in die Ulster zu münden. |

#### Fränkische Saale mit Nebenflüssen
Die Saale begrenzt die Rhön im Südosten, daher sind die zur Rhön gehörigen Nebenflüsse alle orografisch rechts:
| Name             | Bild                                                          | Gemeinde / Lage                                                    | Beschreibung |
| ---------------- | ------------------------------------------------------------- | ------------------------------------------------------------------ | --- |
| Fränkische Saale | Saal, Saalebrücke am Findelbergweg                            | Bad Königshofen, Bad Neustadt, Bad Kissingen, Hammelburg, Gemünden | Die Fränkische Saale ist ein 140 km langer Fluss, der die Rhön am südöstlichen Rand gegen das Grabfeld abgrenzt. Sie ist der größte rechte Nebenfluss des Mains. Die Mündung liegt wenig flussabwärts nach der Vereinigung mit der Sinn im Stadtbereich von Gemünden. Zahlreiche anliegende Gemeinden wurden in der Vergangenheit durch Hochwasser geschädigt. Das Wasserwirtschaftsamt Bad Kissingen hat Maßnahmen getroffen, die im Sinne der Renaturierung dem Fluss wieder mehr Raum verschaffen und den Abfluss des Wassers verzögern.                                             |
| Brend            | Brend in Bischofsheim in der Rhön                             | Gersfeld, Bad Neustadt                                             | Die Brend entspringt zwischen dem Simmelsberg und dem Himmeldunk im hessisch-bayerischen Grenzgebiet. Die ersten 180 m des Bachlaufs liegen noch auf der Gemarkung Gersfeld im Landkreis Fulda. Die restlichen 30 km liegen im Landkreis Rhön-Grabfeld bis zur Mündung als rechter Nebenfluss in die Fränkische Saale. |
| Eisgraben        | Eisgraben 1                                                   | Hausen, Nordheim vor der Rhön                                      | Der Eisgraben hat seinen Ursprung im hessisch-bayerischen Grenzgebiet im Bereich der Langen Rhön. Er steht mit dem Schwarzen Moor im hydrologischen Austausch. Das Quellgebiet befindet sich in der Gemarkung Hausen. Nach 10,8 km mündet der Eisgraben in der Gemarkung Nordheim vor der Rhön als rechter Nebenfluss in die Streu. |
| Bahra            | Flüsschen Bahra zwischen Urspringen und Sondheim vor der Rhön | Sondheim vor der Rhön, Nordheim vor der Rhön                       | Die Bahra entspringt am nordöstlichen Hang des 546 m hohen Heppbergs zwischen Oberelsbach und Urspringen zu Ostheim vor der Rhön. Sie fließt ca. 7 km in überwiegend nordöstliche Richtung und mündet südlich von Nordheim vor der Rhön als rechter Zufluss in die Streu. Ein weiterer, allerdings linker Nebenfluss der Streu namens Bahra mündet in Oberstreu. Er ist nicht der Rhön, sondern dem Grabfeld zuzurechnen. |
| Els              | Querverbauung der Els in Oberelsbach                          | Oberelsbach, Unsleben                                              | Die Els entspringt auf dem Gemeindegebiet von Oberelsbach im Bereich der Langen Rhön und fließt 22 km durch den Landkreis Rhön-Grabfeld, um in Unsleben als rechter Nebenfluss in die Streu zu münden. |
| Premich          | Mündung der Premich (von links) in die Saale                  | Premich (Burkardroth), Steinach (Bad Bocklet)                      | Auf ihrem kurzen Weg von nur 6,2 km entsteht die Premich durch den Zusammenfluss von Kellersbach und kleiner Steinach in Premich zu Burkardroth. Bei Steinach mündet sie als rechter Nebenfluss in die Fränkische Saale. |
| Streu            | Johannisbrücke über die Streu in Nordheim vor der Rhön        | Melpers, Fladungen, Heustreu                                       | Das Quellgebiet der Streu befindet sich im Landschaftsschutzgebiet Rhönkopf - Streufelsberg zwischen Frankenheim/Rhön und Erbenhausen. Sie fließt 42 km im nordöstlichen Bereich der Rhön in südöstliche Richtung, um in Heustreu als rechter Nebenfluss in die Saale zu münden. |
| Lauter           | Bach Lauter im Ort Lauter                                     | Waldfenster, Oberthulba                                            | Aus dem Dorfteich von Waldfenster entspringt die Lauter. Sie fließt über 9 km in südliche Richtung als linker Nebenfluss zur Thulba. Die Mündung liegt in Oberthulba. Im Ortszentrum von Lauter (Burkardroth) ist der Bach auf einer Strecke von ca. 180 m verrohrt und überbaut. |
| Thulba           | Thulbabrücke                                                  | Geroda, Hammelburg                                                 | Die Thulba entspringt am südwestlichen Rand des Naturschutzgebiets Schwarze Berge nördlich der Gemeinde Geroda. Nach 27,2 km mündet sie als rechter Nebenfluss in die Saale. Auf der gesamten Länge bleibt sie im Landkreis Bad Kissingen. |
| Schondra         | Schondratal-Gräfendorf-Heiligkreuz                            | Schondra, Gräfendorf                                               | Die Schondra entspringt zwischen der Gemeinden Geroda und Schondra wenige Meter nördlich der Autobahn A7. Sie fließt in südwestliche, nach Kreuzung der Bundesstraße 27 in nordwestliche Richtung. Das untere Schondratal ist als Naturschutzgebiet ausgewiesen. Die Schondra ist einer der saubersten Flüsse Bayerns. Da sie über weite Strecken durch Wald fließt, werden kaum Feinsedimente oder Nährstoffe aus der Landwirtschaft eingetragen. Die Gewässergüte entspricht meist der Klasse 1. Nach 31,3 km mündet die Schondra bei Gräfendorf als rechter Nebenfluss in die Saale. |

#### Sinn mit Nebenflüssen
| Name        | Bild                                        | Gemeinde / Lage        | Beschreibung |
| ----------- | ------------------------------------------- | ---------------------- | --- |
| Sinn        | Zusammenfluss der Jossa in die Sinn         | Wildflecken, Gemünden  | Die Quelle der Sinn mit dem Namen Weihersbrunnen liegt im Sattel zwischen Arnsberg und Kreuzberg in der Gemarkung Bischofsheim. Das Areal ist mit der Bezeichnung Sinnquellgebiet und Arnsbergsüdhang als Landschaftsschutzgebiet ausgewiesen. Die erste Ortschaft auf ihrem 69,4 km langen Weg ist der Markt Wildflecken. Bei Gemünden mündet sie als rechter und größter Nebenfluss in die Fränkische Saale, 700 m vor deren Mündung in den Main. |
| Oberbach    | Quellsumpf des Oberbach, NSG Schwarze Berge | Oberbach (Wildflecken) | Der Oberbach sammelt sich in einem ausgedehnten Quellsumpf an der Westflanke des Sattels zwischen Totnansberg und Feuerberg. Das Areal ist Teil des Naturschutzgebiets Schwarze Berge. Nachdem der Oberbach auf halber Strecke nach Nordwesten den von rechts kommenden Züntersbach aufgenommen hat, mündet er nach ca. 4,6 km in Oberbach zu Wildflecken als linker Zufluss in die Sinn. Der im Ort gelegene Abschnitt bis zur Mündung wurde mit massiven Befestigungen vollständig ausgebaut, nachdem in der Vergangenheit Hochwässer erhebliche Schäden verursacht haben. |
| Disbach     | Disbach mit Röderhof im Hintergrund         | Riedenberg             | Der Disbach entspringt an der Südflanke des Kleinen Auersbergs im Truppenübungsplatz Wildflecken. Der Verlauf führt größtenteils durch Wald. Nachdem der Disbach von links den Hirschgraben aufnimmt, fließt er vorbei an den Sandsteinformationen der „Lange Steine“. Im Bereich des Röderhofs wird ein Mühlbach abgezweigt, mit dem eine kleine Wasserkraftanlage betrieben wird. Nach ca. 4 km mündet der Disbach als rechter Nebenfluss direkt unter der Autobahnbrücke der A7 in die Sinn.                                                                              |
| Kleine Sinn | Mündung der Schmalen Sinn in die Sinn       | Kothen, Altengronau    | In Bayern Kleine, in Hessen Schmale Sinn genannt entspringt das Flüsschen auf dem Gebiet des Truppenübungsplatzes Wildflecken am Südosthang des Dammersfelds. Nach 27,6 km mündet sie als rechter Nebenfluss im Gebiet des Naturschutzgebietes Sinnwiesen in die Sinn. |

#### Fulda mit Nebenflüssen
| Name      | Bild                                     | Gemeinde / Lage               | Beschreibung |
| --------- | ---------------------------------------- | ----------------------------- | --- |
| Fulda     | Fulda in Gersfeld                        | Gersfeld, Fulda               | Die Fuldaquelle an der Wasserkuppe ist als Geotop vom Hessischen Landesamt für Umwelt und Geologie gelistet, wobei es mindestens zwei Quellen gibt. In ihrem weiteren Verlauf von 220 km nach Norden fließt sie an Städten vorbei wie Bad Hersfeld und Kassel. Bei Hannoversch-Münden vereinigt sie sich mit der Werra zur Weser. Sie ist namensgebend für das Landschaftsschutzgebiet Auenverbund Fulda.                                      |
| Döllbach  | Altarm des Döllbach bei Döllbach         | Motten, Döllbach (Eichenzell) | Am westlichen Rand des Landschaftsschutzgebiets Haderwald im Truppenübungsplatz Wildflecken liegt der Ursprung des Döllbach. Zunächst fließt er durch den Landkreis Bad Kissingen, um dann nach 23,5 km im Landkreis Fulda bei Kerzell als rechter Nebenfluss in die Fliede zu münden. Der Döllbach ist Bestandteil des Landschaftsschutzgebietes Auenverbund Fulda.                                                                           |
| Bieber    | Mündung der Bieber in den Traisbach      | Poppenhausen, Hofbieber       | Die Bieber entspringt im Gebiet zwischen Wasserkuppe und Milseburg. Bei Mittelberg zu Hofbieber mündet sie in den Traisbach. Nur 400 m weiter liegt die gemeinsame Mündung in die Haune. Die Bieber hat eine Länge von 16,3 km. Zusammen mit dem Traisbach bildet sie einen linken Nebenfluss zur Haune. Sie ist Namensgeberin für einige Ortschaften an ihrem Verlauf: Hofbieber, Langenbieber, Niederbieber, sowie für den Berg Bieberstein. |
| Haune     | Hauneaue zwischen Petersberg und Marbach | Dietershausen, Bad Hersfeld   | Nahe der Ortschaft Dietershausen im Naturpark Hessische Rhön, Landkreis Fulda, entspringt die 66,5 km lange Haune. Sie ist ebenfalls Bestandteil des Landschaftsschutzgebietes Auenverbund Fulda. Bei Marbach wird sie zur Haunetalsperre aufgestaut. In Bad Hersfeld im Landkreis Hersfeld-Rotenburg mündet sie als rechter Nebenfluss in die Fulda.                                                                                          |
| Lütter    | Die Lütter fließt durch den Guckaisee    | Poppenhausen, Lütter          | Über dem Guckaisee in Poppenhausen (Wasserkuppe) im Naturpark Hessische Rhön, Landkreis Fulda, entspringt die 17,5 km lange Lütter. Sie liegt fast vollständig im Biosphärenreservat Rhön. In Lütter mündet sie als rechter Nebenfluss in die Fulda. |
| Nüst      | Mündung der Nüst in die Haune            | Hilders, Hünfeld              | Der 22 km lange rechte Nebenfluss der Haune entspringt ca. 1 km südwestlich des Örtchens Unterbernhards. Die Mündung liegt am Südrand von Hünfeld. Nach dem Flüsschen ist der Gemeindeverbund Nüsttal in der hessischen Vorderrhön benannt. |
| Nässe     | Mündung der Nässe in die Nüst            | Hofbieber, Nüsttal            | Die Nässe entspringt an der Ostflanke des Hohlsteins (685 m) im Bereich der Milseburger Kuppenrhön nördlich der Gemeinde Oberbernhards zu Hilders. Nach 12,3 km mündet sie bei Rimmels in die Nüst. |
| Schmalnau | Schmalnau in Gichenbach                  | Rommers, Schmalnau            | Die Schmalnau entspringt im Landschaftsschutzgebiet Haderwald im Norden des Truppenübungsplatzes Wildflecken im Ortsteil Rommers zu Gersfeld. Dort wird sie auch „Rommerser Wasser“ genannt. Auf ihrem nur 10,7 km langen Weg nimmt sie noch den Gichenbach auf und mündet in Ebersburg als linker Nebenfluss in die Fulda. |

### Wasserscheide Rhön
Die Hohe Rhön hat die Funktion einer Wasserscheide zwischen den Flusssystemen Rhein und Weser. Alle aus der Rhön nach Süden fließenden Gewässer münden über Sinn oder Saale in den Main und den Rhein.
Alle nach Norden fließenden Gewässer münden über Fulda oder Werra in die Weser.
Nach Süden und damit in den Rhein fließen: Streu, Brend, Schondra, Lauter, Thulba, Premich, Els, Eisgraben, Sinn, Schmale Sinn und Saale.
Nach Norden und damit in die Weser fließen: Fulda, Ulster, Taft, Oechse, Geisa, Felda, Schmalnau, Nässe, Nüst, Haune, Bieber, Döllbach, Weid, Katza, Jüchse, Herpf und Bibra.

## Moore
Moore bilden sich an kühlen und dauerhaft nassen Standorten. Wenn der Eintrag an organischer Substanz die Möglichkeit der Verrottung übersteigt, bildet sich Torf. Nicht verrottendes Pflanzenmaterial stellt eine wichtige Kohlenstoffsenke dar. Daher spielen Moore eine besonders bedeutende Rolle im Kohlenstoffkreislauf und damit bei der Klimaerwärmung.
Spielt sich dieser Prozess unterhalb des Grundwasserspiegels ab, spricht man von einem Niedermoor. Niedermoore sind oft nährstoffreich und bieten Lebensraum für nährstoffliebende Pflanzen. Typische Lebensgemeinschaften sind Erlenbruchwälder und Röhrichte. An den Übergängen zu Feuchtwiesen finden sich in der Rhön häufig Hochstaudenfluren mit Mädesüß, Kohldistel und Sumpf-Baldrian.
Lagert sich im Laufe der Zeit immer mehr Pflanzenmaterial ab, so wölbt sich die Oberfläche des Moores uhrglasförmig auf. Man spricht dann von einem Hochmoor. Der Torf befindet sich jetzt oberhalb des Grundwasserspiegels. Er kann nun nicht mehr durch das Grundwasser feucht gehalten werden. Das Hochmoor wird ausschließlich durch Niederschlagswasser gespeist. In diesem Stadium ist das Moor sauer und nährstoffarm. Nur wenige spezialisierte Pflanzenarten kommen mit diesen Bedingungen zurecht. Die weitere Entstehung von Torf und damit das weitere Wachstum des Moores erfolgt in der Hauptsache durch Torfmoose. Weitere typische Pflanzen der Hochmoore in der Rhön sind Wollgras, Sonnentau und Moosbeere.
In der Rhön gibt es zwei bekannte größere Moore: Das Schwarze Moor und das Rote Moor. Daneben liegen am Stirnberg in der Langen Rhön noch das Große und das Kleine Moor, sowie das Moorlein, teils auf hessischer, teils auf bayerischer Seite. In der Thüringer Kuppenrhön finden sich das Stedtlinger Moor und der Petersee.
Für Botaniker interessant sind auch die Moorlager in den Heilbädern der Rhön. Obwohl die Anwendung von Naturmoor in der Regel durch die Methode der Fangopackung ersetzt wurde, bestehen in Bad Kissingen, Bad Bocklet und Bad Brückenau noch die alten Lagerplätze von Naturmoor, teilweise mit hochmoortypischer Vegetation.
Besonders Hochmoore sind bedroht. In der Rhön wurden in der Vergangenheit durch Abtorfung und Trockenlegung die Flächen deutlich verkleinert. Heute ist es der Nährstoffeintrag über die Niederschläge, der die hochmoortypische Vegetation schädigt, die auf nährstoffarme Bedingungen spezialisiert ist. Hauptursache für Stickstoffeinträge sind Stickoxid-Emissionen aus Verbrennungsmotoren.

### Schwarzes Moor

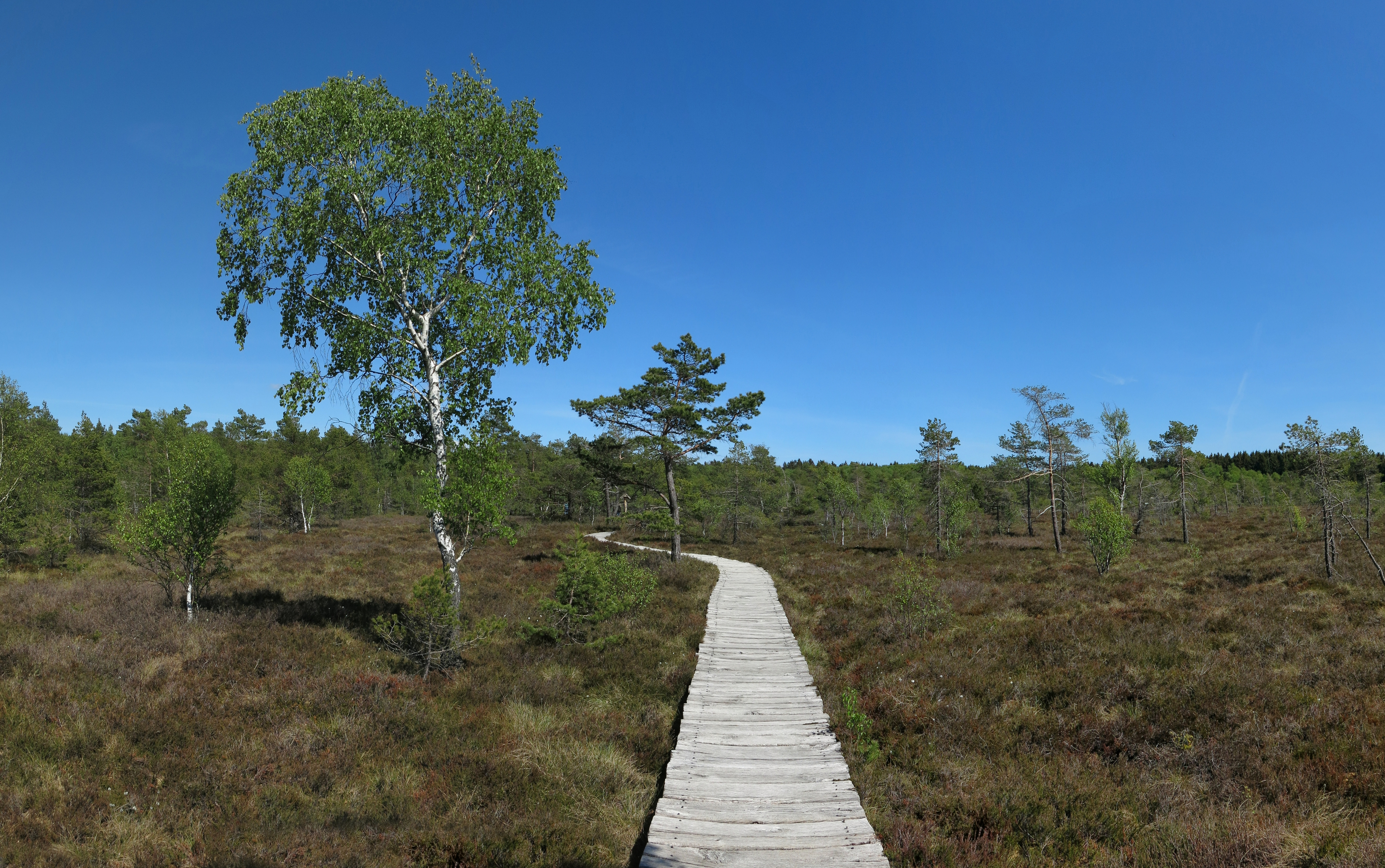
Schwarzes Moor (Bohlenweg)

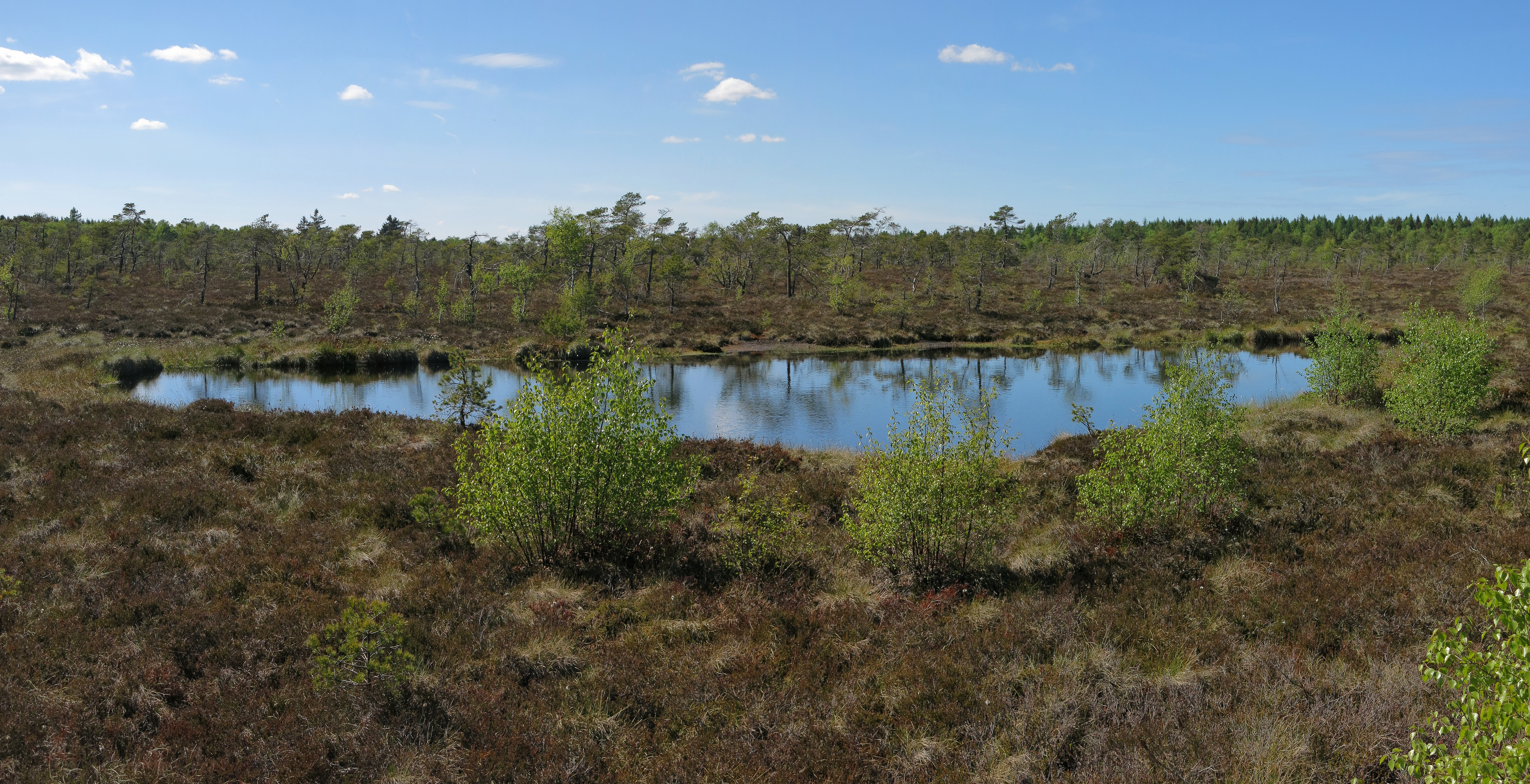
Schwarzes Moor (Moorteich)

Das Schwarze Moor ist Teil des Naturschutzgebietes Lange Rhön im Dreiländereck nahe Hessen und Thüringen auf bayerischer Seite. Es ist gelistet als eines der schönsten Geotope Bayerns und entsprechend für den Tourismus eingerichtet. Ein eigener Parkplatz befindet sich an der Hochrhönstraße 50° 31′ 26″ N, 10° 4′ 23″ O. Dort beginnt ein Wanderrundweg mit Knüppeldamm, der zu allen wichtigen Stellen führt, darunter auch zum Moorauge, einem kleinen Teich im Moor und zu einem Aussichtsturm.
Das ca. 60 ha große Schwarze Moor liegt auf dem Basaltplateau der Langen Rhön in einer Hangsenke mit einer Sperrschicht aus Ton über der sich das Niederschlagswasser sammelt. Es zeigt alle Stadien der Moorentstehung vom Niedermoor bis zum Hochmoor. Die Mächtigkeit der Torfschicht erreicht stellenweise bis zu acht Meter. Hydrologisch steht das Schwarze Moor mit dem Eisgraben in Verbindung, der es oberflächlich entwässert und in der Tiefe speist.
Da das Schwarze Moor bereits 1939 unter Naturschutz gestellt wurde, waren die menschlichen Eingriffe bisher relativ gering und sein natürlicher Charakter hat sich weitgehend erhalten.

### Rotes Moor

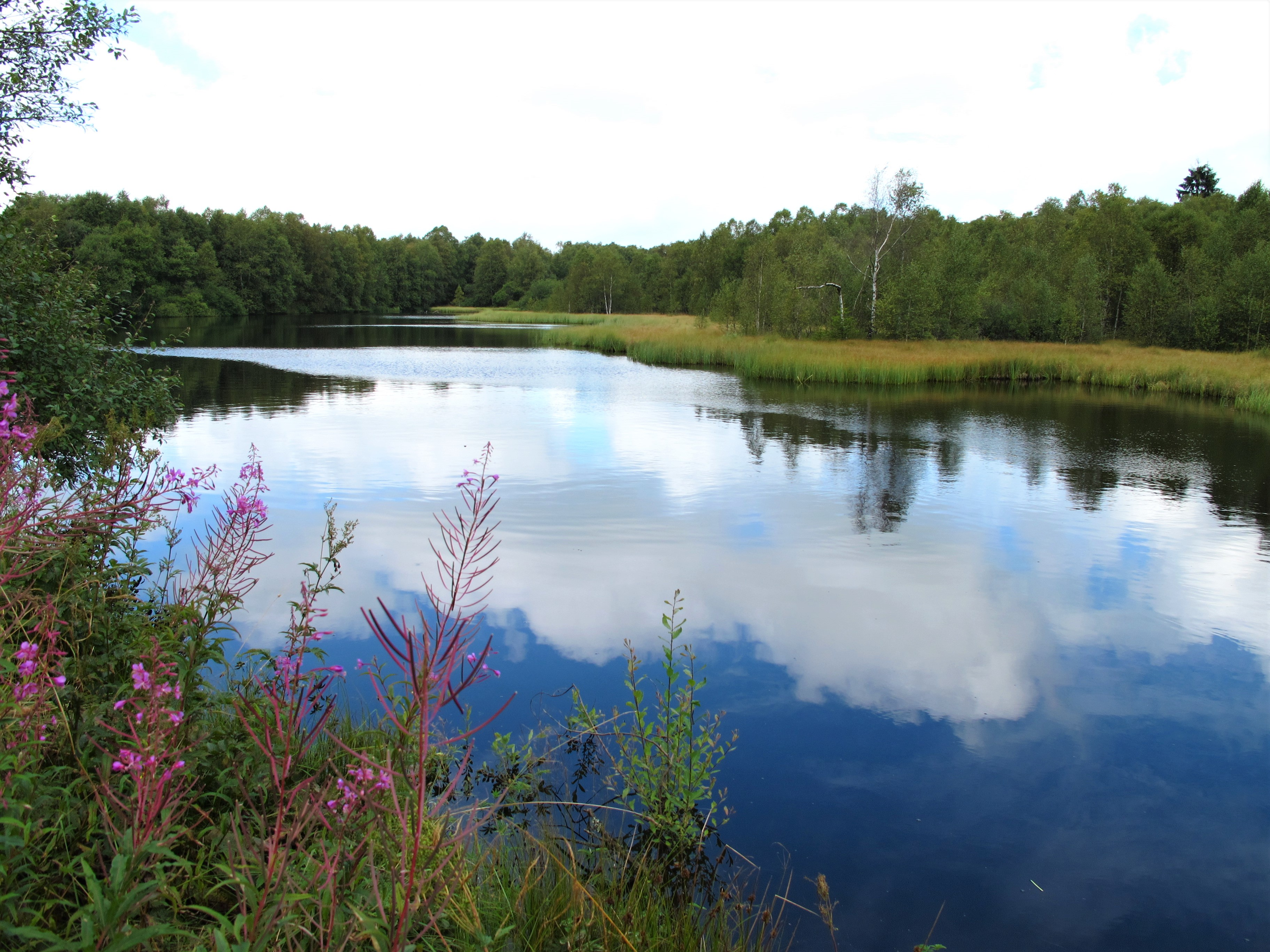
Rotes Moor – Hessische Rhön

Das Rote Moor befindet sich 1,5 km westlich des Heidelstein in der hessischen Rhön. Es ist das zweitgrößte Moor der Rhön und eines von zwei Hochmooren Hessens. Es ist Teil des nach ihm benannten, 315 ha großen Naturschutzgebietes, des Biosphärenreservats Rhön und von Natura 2000. Die darin enthaltene Kernzone hat eine Größe von knapp 60 ha, wobei auf den eigentlichen Hochmoorkörper 5 ha entfallen.
Das Rote Moor ist touristisch zugänglich. An der Bundesstraße 278 steht ein Parkplatz zur Verfügung. Dort befindet sich auch das Informationszentrum „Nabu-Haus am Roten Moor“. 50° 27′ 38″ N, 9° 59′ 4″ O Vom Parkplatz startet ein Wander- und Informationsweg und führt zu einem Informationspavillon und dem Aussichtsturm.
Im Gegensatz zum Schwarzen Moor wurde das Rote Moor durch Torfabbau massiv geschädigt. Die Torfgewinnung wurde erst 1984 eingestellt. Jedoch wurde schon 1979 mit Renaturierungsmaßnahmen begonnen. Diese bestanden vor allem in der Anstauung und Wiedervernässung, teilweise auch in der Entbuschung der bereits wegen Austrocknung bewachsenen Moorflächen.
Wie beim Schwarzen Moor liegt das Rote Moor auf einer Basaltmulde mit einer tonigen Sperrschicht. Es wird ausschließlich durch Niederschlagswasser gespeist, hat also keinen Zufluss. Entwässert wird es durch das Moorwasser, später Moorbach, der nach Süden fließt und zusammen mit dem Schwarzbach als Leutenau in Bischofsheim in der Rhön in die Brend mündet.

### Stedtlinger Moor und Petersee

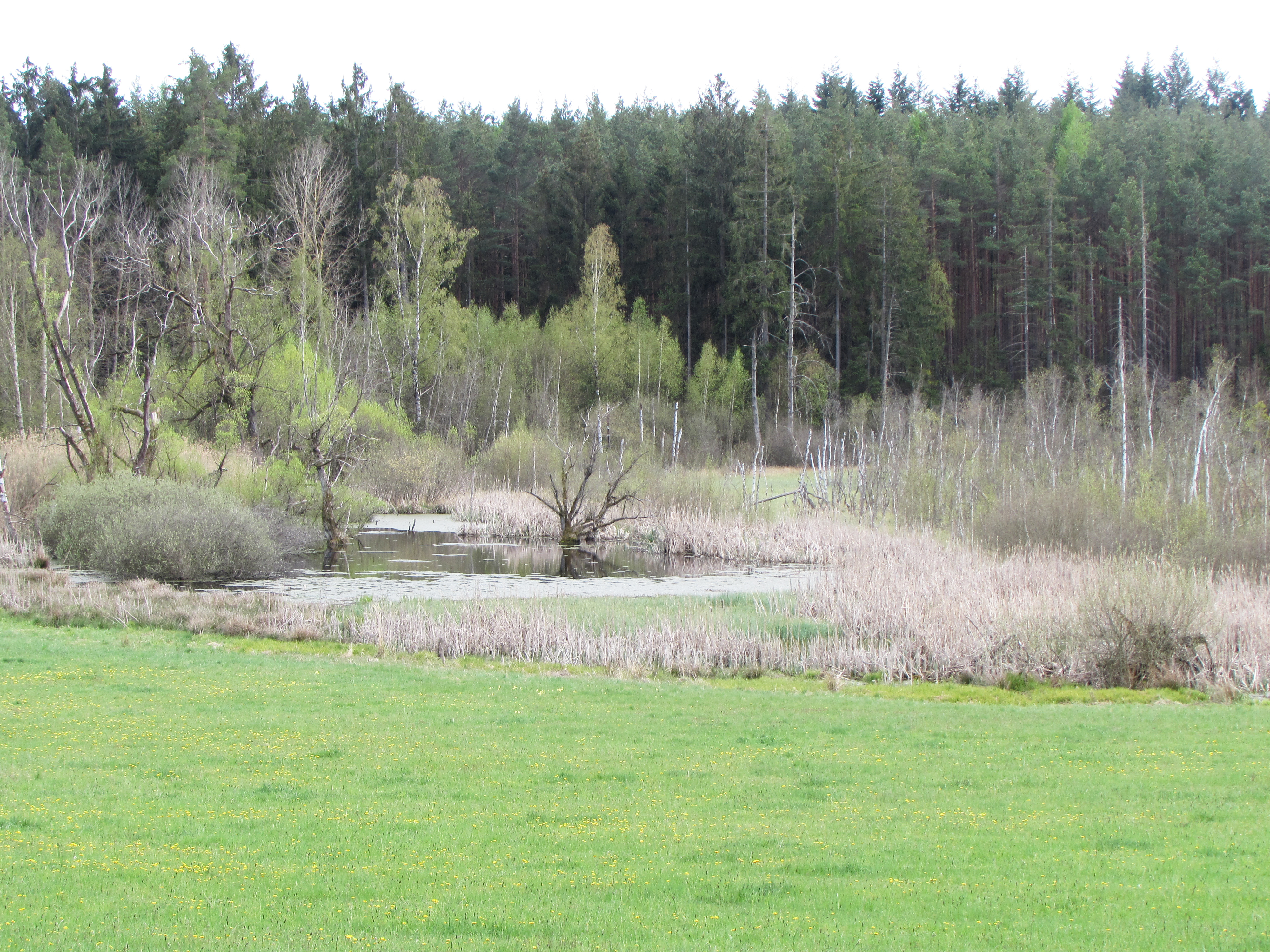
Stedtlinger Moor, Schwingrasen in der rechten Bildmitte

Das Naturschutzgebiet Bischofswaldung mit Stedtlinger Moor, in dem auch der Petersee liegt, gehört zur Gemeinde Rhönblick im Landkreis Schmalkalden-Meiningen. Das Stedtlinger Moor hat eine Fläche von 2,7 ha, der Petersee von 3,1 ha. Im Gegensatz zu den vorgenannten Mooren, werden Stedtlinger Moor und Petersee als Verlandungsmoor bezeichnet. Bei der Entstehung war die Ausgangssituation jeweils ein nährstoffarmer See, der als Doline durch Auswaschung von Zechsteinsalzen und Auffüllung mit Regenwasser entstanden ist. Gegen den Untergrund aus Buntsandstein sind die Seen mit einer undurchlässigen Schicht abgedichtet. Sie füllten sich im Laufe der Zeit mit Pflanzenmaterial, von den Rändern her wuchsen Torfmoose. Auf dem Stedtlinger Moor schwimmt heute eine 30 cm dicke Schicht aus Schwingrasen auf der Wasseroberfläche. Im zentralen Bereich haben sich bereits hochmoorartige Strukturen entwickelt. Entsprechend findet sich eine typische Vegetation mit scheidigem Wollgras, Gewöhnliche Moosbeere und rundblättrigem Sonnentau. Birkenbruchwald und Waldkiefern-Moorwald schließen sich an. Stedtlinger Moor und Petersee stehen seit 1940 unter Naturschutz, sind FFH- und Natura-2000-Gebiet.

### Feuerbachmoor
In der bayerischen Südrhön, im Bereich der Gemarkung Wartmannsroth, liegt das Feuerbachmoor. Es ist ein Niedermoor. Als Naturschutzgebiet Feuerbachmoor umfasst es eine Fläche von 25 Hektar.

## Grundwasser
Geologisch gesehen liegt die Rhön im Bereich des Südwestdeutschen Schichtstufenlandes. Die anstehenden Deckgebirge sind Buntsandstein und Muschelkalk. Es liegen daher überwiegend klüftige Festgesteinsgrundwasserleiter vor, in den Hochlagen auch als vulkanische Kluft-Grundwasserleiter (Basaltdecken). Das Grundwasser in der Rhön hat traditionell eine hohe Ergiebigkeit. Aufgrund der durchflusswirksamen Klüfte ist die Reinigungswirkung der Grundwasserleiter jedoch eher gering. Daher ist das Grundwasser in der Rhön anfällig für Verunreinigungen. Vor allem in Hessen und Bayern beziehen viele Gemeinden ihr Trinkwasser aus lokalen Grundwasservorkommen in Form von Quellen und Brunnenbohrungen. Hier ist stets auf Einträge aus Landwirtschaft und Industrie zu achten. Der Ausweisung von Wasserschutzgebieten kommt eine besondere Bedeutung zu.

## Bedeutung der Klimaveränderung für die Gewässer der Rhön
Nach den Forschungsergebnissen des Potsdaminstituts für Klimafolgenforschung ist in den kommenden Jahren beim Klima der Rhön zwar nicht unbedingt mit weniger Niederschlag zu rechnen, die sommerlichen Trockenphasen werden jedoch länger. Die Niederschläge kommen häufiger in Form von Starkregenereignissen. Die wenigen Niederschläge im Sommer verdunsten wieder in die Atmosphäre, der Starkregen fließt als Oberflächenwasser ab, weil der Boden in kurzer Zeit nur begrenzt Wasser aufnehmen kann. Dies wirkt sich nachteilig auf die Grundwasserneubildung aus. Bereits jetzt sind die Grundwasserspiegel deutlich gesunken.
Für alle Oberflächengewässer ist zu erwarten, dass während sommerlicher Hitzeperioden die Wassertemperaturen ungewöhnlich ansteigen, der Sauerstoffgehalt ungewöhnlich niedrig wird. Das würde zu einer Verschiebung in der Zusammensetzung bei den Tier- und Pflanzenarten führen. Arten, die an niedrige Temperaturen und hohe Sauerstoffsättigung angepasst sind, fallen aus und werden durch andere Arten ersetzt.
Während ein vermehrtes Auftreten von extremen Hochwasserereignissen nicht wahrscheinlich ist, muss mit extremen Niedrigwasserständen in den Fließgewässern im Spätsommer gerechnet werden.
Das Absinken des Grundwasserspiegels wird zum weiteren Verschwinden von Quellen führen.
Die Moore werden teilweise trockenfallen, dadurch gelangt Luft an das im Moor abgelagerte organische Material, es zersetzt sich unter Sauerstoffzufuhr, es entstehen vermehrt große Mengen an Treibhausgasen.
Bisher beziehen Großstädte im Umland der Rhön ihr Trinkwasser von dort über Verbundnetze wie die Rhön-Maintal-Gruppe. Inwieweit dies in Zukunft möglich sein wird, ist Gegenstand der Forschung.